# Carnestoltes de Humahuaca

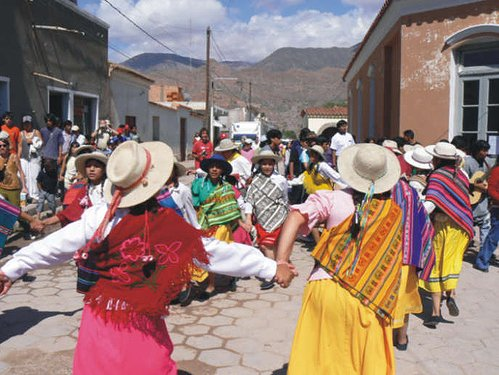
Carnestoltes humahuaqueny.

Els Carnestoltes de Humahuaca és una celebració popular, que es realitza al febrer, en la zona del Congost de Humahuaca, província de Jujuy, Argentina.
Introduït pels espanyols a Amèrica, el carnestoltes es va fusionar amb els rituals nadius destinats a celebrar la fecunditat de la terra i a honrar a la deïtat de la Mare Terra, la Pachamama, pels béns rebuts. Es tracta d'una versió breu i adaptada de la festivitat peruana del Kapaj Inti Rami, que s'iniciava al desembre i finalitzava al març, en la qual es bevia, cantava, menjava i ballava fins al paroxisme.
El festeig s'inicia en cada comunitat amb el desenterrament del diable, anomenat Coludo o Pujllay, que simbolitza la celebració, d'una apaxeta de pedres, representat per un ninot de drap que va ser enterrat en el final de l'últim carnestoltes. Els desitjos reprimits s'alliberen i durant el festeig es permet engatar-se sense aturador, els preceptes morals són deixats de costat. L'Església catòlica s'ha vist obligada amb el córrer del temps a participar dels festejos "pagans".
Hi ha ball i música interpretada amb instruments autòctons com els erkenxs, les anates, els xarangos i bombos. Els habitants es vesteixen amb vestits colorits utilitzant cascavells i màscares per a disfressar-se, sent ho més comuna fer-lo de diable, indi, o gaucho; els homes, i de gitanes; les dones, i es diverteixen impregnant-se la cara amb farina i llençant-se amb talc i serpentines mentre reparteixen branquetes d'alfàbrega.
La tradició té reminiscències indígenes, espanyoles i criolles. A més, per ser el Congost de Humahuaca pas obligat cap al Perú i Bolívia, ha assimilat la música i algunes característiques d'aqueixos països.
Els dos dijous anteriors al carnestoltes els compares es reuneixen per a celebrar el retrobe, i al dijous següent arriba el torn de les comares, que s'entretenen en divertides corrandes relatant el que els va ocórrer al llarg de l'any. El dissabte de carnaval s'ajunten les comparses.
Dura vuit dies: amb el sol les comparses concorren a les invitacions, ballant carnestoltes pels carrers, i a la nit es balla en els locals. El festeig acaba el "Diumenge de Temptació", amb el "soterrament" del Diable, en un clot que representa la boca de la Pachamama, al costat de cigarrets, coca, serpentines i chicha. Es tasten llavors plats típics menge empanades, anyells, formatge de cabra i bevent, entre altres coses, chicha i entre laments es resa perquè haja novament diversió a l'any següent.
En el petit poblat de Tilcara és on aquest carnestoltes arriba a el seu màxim fervor.

## Anotacions
1. ↑  En algunes regions andines l'apaxeta és un muntó de pedres realitzat per a invocar a alguna divinitat